# La mort était au rendez-vous
Pour plus de détails, voir Fiche technique et Distribution.
La mort était au rendez-vous ou D'homme à homme (titre original : Da uomo a uomo) est un western spaghetti réalisé par Giulio Petroni sorti en 1967. 

## Synopsis
Par un soir pluvieux, quatre hommes entrent dans la maison de Bill, alors enfant et caché derrière un meuble, qui assiste au viol de sa sœur et de sa mère, ainsi qu'à leur meurtre et à celui de son père.
Quinze ans plus tard, Bill, devenu très bon tireur, part à la recherche des tueurs. À cette époque, Ryan sort de prison, où il fut envoyé il y a des années par ses anciens complices. Lui aussi n'a qu'une idée en tête : la vengeance. Les chemins des deux hommes se croisent.

## Fiche technique
- Titre : La mort était au rendez-vous ou D'homme à homme (titre alternatif)
- Titre original : Da uomo a uomo
- Réalisation : Giulio Petroni
- Décors : Rosa Cristina
- Costumes : Luciano Sagoni
- Photographie : Carlo Carlini
- Montage : Eraldo Da Roma
- Musique : Ennio Morricone
- Production : Henryk Chrosicki et Alfonso Sansone
- Format : Couleur - 2,35:1 - 35 mm - Mono
- Langue : italien
- Durée : 110 minutes (1 h 50)
- Dates de sortie :   
  - Italie 31 août 1967
  - France : 7 août 1968
- Affiche : Raymond Elseviers (Belgique)

## Distribution
- Lee Van Cleef (VF : Georges Atlas) : Ryan
- John Phillip Law (VF : Jacques Deschamps) : Bill Meceita
- Luigi Pistilli (VF : Jean Claudio) : Walcott, le banquier
- Anthony Dawson (VF : Jacques Berthier) : Burt Cavanaugh
- Mario Brega (VF : Claude Bertrand) : le principal homme de main de Walcott
- Franco Balducci (VF : Roger Rudel) : le shérif de Lyndon City
- Felicita Fanny : Martita
- Ignazio Leone (VF : Henri Virlojeux) : l'ancien pasteur
- Carlo Pisacane : le chef de station
- Claudio Ruffini (VF : Jean-Henri Chambois) : le directeur de la prison
- Romano Puppo (VF : Jacques Ferrière) : l'adjoint du shérif de Lyndon City
- Angelo Susani (VF : Alexandre Rignault) : Paco
- Guglielmo Spoletini (VF : Henry Djanik) : Manuel
- Giuseppe Castellato (VF : André Valmy) : le shérif prenant sa retraite
- Giovanni Petrucci : un complice de Walcott

## Accueil critique
Quentin Tarantino l'a classé 8e dans sa liste des 20 meilleurs westerns spaghetti.

## À noter
- Le film fut tourné dans le désert de Tabernas, en Espagne.
- Le thème principal du film a été utilisé dans Kill Bill de Quentin Tarantino, qui rend également hommage à La mort était au rendez-vous dans plusieurs scènes[2]